# Miruše (Nikšić)
Pour les articles homonymes, voir Miruše.
Miruše (en serbe cyrillique : Мируше) est un village de l'ouest du Monténégro, dans la municipalité de Nikšić.

## Démographie

### Évolution historique de la population[1]
| 1948 | 1953 | 1961 | 1971 | 1981 | 1991 | 2003 |
| ---- | ---- | ---- | ---- | ---- | ---- | ---- |
| 144  | 169  | 124  | 18   | 14   | 9    | 9    |